# Francesca Michielin
Francesca Michielin, née le 25 février 1995 à Bassano del Grappa, est une auteure-compositrice-interprète italienne.

## Biographie
Francesca Michielin s'est révélée en 2011 en remportant à 16 ans le télé-crochet X Factor italien,,.
Elle s'est classée deuxième au Festival de Sanremo 2016 avec Nessun grado di separazione (« Aucun degré de séparation »), mais à la suite du désistement du vainqueur, le groupe musical Stadio, elle a accepté l’offre de la RAI de représenter l’Italie au Concours Eurovision de la chanson 2016 avec No degree of separation, version bilingue de sa chanson présentée à Sanremo.
Le 14 mai 2016 au cours de la finale elle termine à la 16e place du Concours Eurovision de la chanson remporté par l'Ukraine.

## Discographie partielle

### Albums
- 2012 : 
  - Riflessi Di Me (CD, Album) ; label : RCA, Sony Music (88725457532).
  - Distratto (CD, MiniAlbum) ; label : RCA (88691934352).
- 2015 : Di20, 2 versions ; label : RCA, Sony Music.
- 2018 : 2640 (CD, Album) ; label : RCA, Sony Music.
- 2020 : Feat (stato di natura)
- 2023 : Cani sciolti

### Singles & EPs
- 2016 : Nessun Grado Di Separazione, 4 versions ; label : RCA Records Label.

### Cover version
Le 10 février 2017, la chanteuse Amy Lee sort « Love Exists », une reprise de  « L'amore Esiste » extrait de Di20.